# Bistum Kano
Das Bistum Kano (lat.: Dioecesis Kanensis) ist eine in Nigeria gelegene römisch-katholische Diözese mit Sitz in Kano. 

## Geschichte
Papst Johannes Paul II. gründete die Mission sui juris Kano am 22. März 1991 aus Gebietsabtretungen des Erzbistums Kaduna. 
Am 15. Dezember 1995 wurde es in den Rang eines Apostolischen Vikariats und am 22. Juni 1999 in den Rang eines Bistums erhoben, das dem Erzbistum Kaduna als Suffragandiözese unterstellt wurde. 

## Ordinarien

### Apostolischer Superior von Kano
- John Francis Brown SMA (1991–1996)

### Apostolischer Vikar von Kano
- Patrick Francis Sheehan OESA (5. Juli 1996 – 22. Juni 1999)

### Bischöfe von Kano
- Patrick Francis Sheehan OESA (22. Juni 1999 – 20. März 2008)
- John Namanzah Niyiring OESA (seit 20. März 2008)

## Statistik
| Jahr | Bevölkerung | Bevölkerung | Bevölkerung | Priester     | Priester         | Priester       | Priester               | Ständige Diakone | Ordensleute  | Ordensleute      | Pfarreien |
| Jahr | Katholiken  | Einwohner   | %           | Gesamtanzahl | Diözesanpriester | Ordenspriester | Katholiken je Priester | Ständige Diakone | Ordensbrüder | Ordensschwestern | Pfarreien |
| ---- | ----------- | ----------- | ----------- | ------------ | ---------------- | -------------- | ---------------------- | ---------------- | ------------ | ---------------- | --------- |
| 1999 | 105.913     | 6.390.000   | 1,7         | 25           | 16               | 9              | 4.236                  |                  | 9            | 12               | 20        |
| 2000 | 110.202     | 8.688.604   | 1,3         | 25           | 17               | 8              | 4.408                  |                  | 8            | 11               | 22        |
| 2001 | 127.809     | 8.688.604   | 1,5         | 25           | 17               | 8              | 5.112                  |                  | 8            | 11               | 22        |
| 2002 | 126.610     | 8.688.604   | 1,5         | 30           | 21               | 9              | 4.220                  |                  | 9            | 11               | 24        |
| 2003 | 120.622     | 8.688.604   | 1,4         | 31           | 20               | 11             | 3.891                  |                  | 11           | 14               | 24        |
| 2004 | 123.984     | 8.688.604   | 1,4         | 33           | 23               | 10             | 3.757                  |                  | 10           | 12               | 28        |
| 2006 | 130.000     | 9.178.000   | 1,4         | 34           | 29               | 5              | 3.823                  |                  | 6            | 17               | 29        |
| 2011 | 190.310     | 10.488.000  | 1,8         | 47           | 39               | 8              | 4.049                  |                  | 8            | 18               | 34        |
| 2013 | 194.000     | 10.954.000  | 1,8         | 47           | 39               | 8              | 4.127                  |                  | 8            | 16               | 36        |